# Harpactea strinatii
Harpactea strinatii är en spindelart som beskrevs av Brignoli 1979. Harpactea strinatii ingår i släktet Harpactea och familjen ringögonspindlar.
Artens utbredningsområde är Grekland. Inga underarter finns listade i Catalogue of Life.